# Лавровое (Крым)
Лавро́вое (до 1945 года Куркуле́т, до 1963 года Подгорное; укр. Лаврове, крымскотат. Kürkület, Курькюлет) — село на Южном берегу Крыма. Входит в Городской округ Алушта Республики Крым (согласно административно-территориальному делению Украины — в составе Маломаякского сельского совета Алуштинского горсовета Автономной Республики Крым).

## Население
| 2001 | 2014 |
| ---- | ---- |
| 249  | ↗270 |

Всеукраинская перепись 2001 года показала следующее распределение по носителям языка:
| Язык        | Число жит. | Процент |
| ----------- | ---------- | ------- |
| русский     | 229        | 91,97   |
| украинский  | 19         | 7,63    |
| белорусский | 1          | 0,4     |

### Динамика численности
| - 1787 год — 45 чел. - 1864 год — 150 чел. - 1886 год — 140 чел. - 1889 год — 279 чел. - 1892 год — 308 чел. - 1902 год — 375 чел. - 1915 год — 304/47 чел. | - 1926 год — 460 чел. - 1939 год — 307 чел. - 1989 год — 240 чел. - 2001 год — 249 чел. - 2009 год — 254 чел. - 2014 год — 270 чел. |

## Современное состояние
На 2018 год в Лавровом числится 8 улиц; на 2009 год, по данным сельсовета, село занимало площадь 134 гектара на которой, в 92 дворах, проживало 254 человека. В селе действует фельдшерско-акушерский пункт, церковь Благовещения Пресвятой Богородицы. Лавровое связано троллейбусным сообщением с Алуштой, Ялтой, Симферополем и соседними населёнными пунктами.

## География
Расположено на Южном берегу Крыма, в южной части территории горсовета — последнее село у границы с Большой Ялтой, расстояние до Алушты около 16 километров (по шоссе) на юго-запад, ближайшая железнодорожная станция — Симферополь-Пассажирский — примерно в 64 километрах, высота центра села над уровнем моря 265 м, ближайшие населённые пункты: Нижнее Запрудное в 1 км на север и Партенит в 1,5 км восточнее. Транспортное сообщение осуществляется по региональной автодороге 35Н-011 от шоссе Симферополь — Ялта (по украинской классификации — О-01-0111).

## История
По утверждению Бертье-Делагарда, впервые в доступных источниках Куркулет упоминается в хранящихся в Генуе казначейских списках Кафы (лиг. cartolfri della Masseria), относимых, примерно, к 1360 году, среди прочих, принадлежавших капитанству Готия поселений. После разгрома Кафы османами в 1475 году селение было подчинено Инкирману в Мангупском кадылыке Кефинского санджака (впоследствии эялета) империи. По материалам переписи Кефинского санджака 1520 года в трёх деревнях вместе — Бартинит, Гюргюлат и Дегирменли — проживало 114 немусльманских семей и 7 вдов немусульман, мусульман же не числилось вовсе. В 1542 году в тех же селениях уже наличествовало мусульман 6 семей и 8 неженатых мужчин, немусульман — 87 семей, 59 неженатых и 4 вдовы. В XVII веке на южном побережье Крыма начинает распространяться ислам и, видимо, христиане вышли в соседние села с преобладающим христианским населением, поскольку в списках «Ведомостей о выведенных из Крыма в Приазовье христианах» А. В. Суворова и митрополита Игнатия село не значится. При этом в ведомости «при бывшем Шагин Герее хане сочиненная на татарском языке о вышедших християн из разных деревень и об оставшихся их имениях в точном ведении его Шагин Герея» и переведённой 1785 году о деревне Куркулет содержится список 3 жителей деревни, у двоих из которых дома были проданы, а за третьим жилья не числилось. У всех имелись сельхозугодья в виде садов, пашен, лугов, льняных полей и 1 бахчи. Крымскому ханству село официально принадлежало всего 9 лет: от обретения ханством независимости в 1774 году до присоединения к России в 1783 году, относясь, согласно Камеральному Описанию Крыма… 1784 года, (Кюкей Акай) к Мангупскому кадылыку Бахчисарайского каймаканства.
После присоединения Крыма к России (8) 19 апреля 1783 года, (8) 19 февраля 1784 года, именным указом Екатерины II сенату, на территории бывшего Крымского Ханства была образована Таврическая область и деревня была приписана к Симферопольскому уезду. Перед Русско-турецкой войной 1787—1791 годов производилось выселение крымских татар из прибрежных селений во внутренние районы полуострова. В конце 1787 года из Киркулета были выведены все жители — 45 душ. В конце войны, 14 августа 1791 года всем было разрешено вернуться на место прежнего жительства. Либо жители в селение не вернулись, либо, вследствие эмиграции крымских татар в Турцию деревня опустела и на военно-топографической карте генерал-майора Мухина 1817 года Курклет обозначен без указания числа дворов. Шарль Монтандон в своём «Путеводителе путешественника по Крыму, украшенный картами, планами, видами и виньетами…» 1833 года назвал Куркулет деревенькой.
Вновь название встречается на карте 1836 года, на которой в деревне 8 дворов. В «Списке населённых мест Таврической губернии по сведениям 1864 года», составленному по результатам VIII ревизии 1864 года Куркулет — казённый татарский выселок, с 28 дворами, 150 жителями и мечетью, при безъименном роднике. На трёхверстовой карте Шуберта 1865—1876 года в деревне Курклет обозначено 8 дворов. На 1886 год в деревне Куркулет при речке Молокуле, согласно справочнику «Волости и важнѣйшія селенія Европейской Россіи», проживало 140 человек в 20 домохозяйствах, действовала мечеть. По «Памятной книге Таврической губернии 1889 года», по результатам Х ревизии 1887 года, в деревне Киркулет числилось уже 52 двора и 279 жителей. На верстовой карте 1890 года в деревне обозначено 52 двора. Упоминается в «…Памятной книжке Таврической губернии на 1892 год», согласно которой в деревне Партенит (с выселком Куркумет), входившей в Дегерменкойское сельское общество, числилось 376 жителей в 67 домохозяйствах. Встречается также в «…Памятной книжке Таврической губернии на 1902 год», согласно которой в выселке Куркулет и деревнях Дегерменкой и Партенит, составлявших Дегерменкойское сельское общество Дерекойской волости Ялтинского уезда, вместе числилось 1480 жителей в 165 домохозяйствах. По Статистическому справочнику Таврической губернии. Ч.II-я. Статистический очерк, выпуск восьмой Ялтинский уезд, 1915 год, в деревне Куркулет Дерекойской волости Ялтинского уезда, числилось 81 двор (75 дворов с землёй, 6 — безземельные) с татарским населением в количестве 304 человек приписных жителей и 47 — «посторонних», из которых 179 мужчин и 172 женщины. Жители владели 21 десятиной земли. В хозяйствах имелось 27 лошадей, 2 вола, 40 коров и 50 голов овец, свиней, или коз.

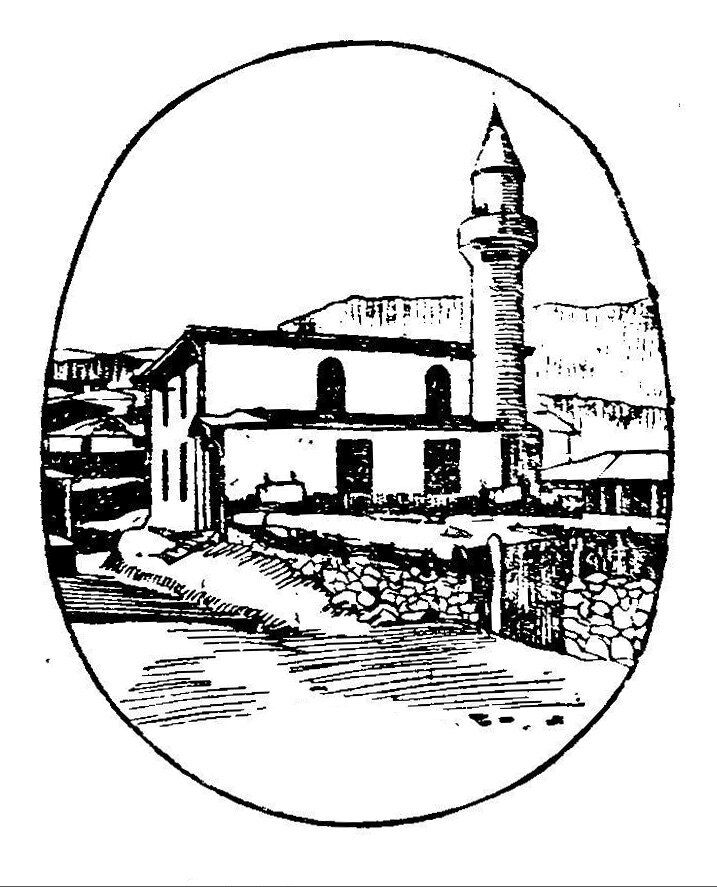
Бывшая мечеть, использованная под школу. Газета Красный Крым, 13.04.1930.

После установления в Крыму Советской власти, по постановлению Крымревкома от 8 января 1921 года была упразднена волостная система и село подчинили Ялтинскому району Ялтинского уезда. В 1922 году уезды получили название округов, из Ялтинского был выделен Алуштинский район, а, декретом ВЦИК от 4 сентября 1924 года Алуштинский район был упразднён и село вновь присоединили к Ялтинскому. Согласно Списку населённых пунктов Крымской АССР по Всесоюзной переписи 17 декабря 1926 года, в селе Куркулет, центре Куркулетского сельсовета Ялтинского района, числилось 99 дворов, из них 94 крестьянских, население составляло 460 человек, из них 450 крымских татар, 8 украинцев, 2 русских, действовала татарская школа. На 1928 год, согласно Атласу СССР 1928 года, село входило в Карасубазарский район. По данным всесоюзной переписи населения 1939 года в селе проживало 307 человек.
В 1944 году, после освобождения Крыма от фашистов, согласно Постановлению ГКО № 5859 от 11 мая 1944 года, 18 мая крымские татары были депортированы в Среднюю Азию. А уже 12 августа 1944 года было принято постановление № ГОКО-6372с «О переселении колхозников в районы Крыма» и в сентябре 1944 года в район приехали первые новоселы (2469 семей) из Ставропольского и Краснодарского краёв, а в начале 1950-х годов последовала вторая волна переселенцев из различных областей Украины. Указом Президиума Верховного Совета РСФСР от 21 августа 1945 года Куркулет был переименован в Подгорное и Куркулетский сельсовет — в Подгорновский. В 1948 году территория Ялтинского района передан полностью в состав Ялтинского горсовета и Подгорное вошло в состав Большой Ялты. Время передачи сельсовета в Алуштинский район и его упразднения пока не установлено: на 15 июня 1960 года село уже в составе Запрудненского сельсовета Алуштинского района. Решением Крымоблисполкома от 18 апреля 1963 года Подгорное переименовано в Лавровое (согласно справочнику «Крымская область. Административно-территориальное деление на 1 января 1968 года» — в период с 1954 по 1968 год). 1 января 1965 года, указом Президиума ВС УССР «О внесении изменений в административное районирование УССР — по Крымской области», Алуштинский район был преобразован в Алуштинский горсовет, видимо, тогда же село включили в Маломаякский сельсовет. По данным переписи 1989 года в селе проживало 240 человек. С 12 февраля 1991 года село в восстановленной Крымской АССР, 26 февраля 1992 года переименованной в Автономную Республику Крым. С 5 июня 2014 года в Городском округе Алушта.

## Религия
Церковь Антония (Коржа) Преподобномученика